# Woschod (wodolot)

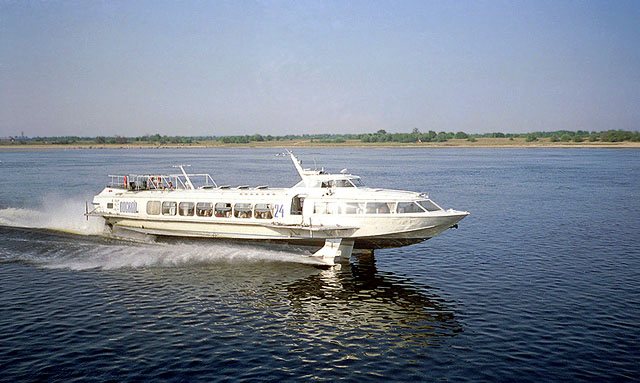
Woschod-24 na Wołdze

Woschod (ros. Восход) – seria radzieckich/ukraińskich wodolotów pasażerskich, zaprojektowanych dla przewozów rzecznych i na jeziorach. Pomimo to, jednostki te bywają używane na morskich wodach przybrzeżnych.

## Historia
Woschody były planowane jako następcy serii wodolotów: Rakieta i Meteor. Budowę prowadziły stocznie "Morze" w Teodozji. Pierwszy statek z serii został zwodowany w 1973 r.
Do początków lat 90. XX w. wyprodukowano około 150 statków. Wtedy też produkcji seryjnej zaprzestano z powodów licznych problemów związanych z adaptacją do nowych warunków rynkowych.

## Użytkowanie
Oprócz ZSRR, Woschody eksploatowano w 18 innych krajach, w tym takich jak: Kanada, Wietnam, Chiny, Tajlandia, Holandia.
Obecnie wersja Woschod 2M-FFF (Eurofoil) należąca do świadczącej w sektorze transportu publicznego firmy Connexxion, obsługuje trasę Amsterdam – Welsen w Holandii, zintegrowaną z systemem transportu międzymiastowego. Trasa nr 419, dla celów marketingowych nazywana jest również Fast Flying Ferries. Linię otworzono w 1998; obsługiwało ją pierwotnie 4 egzemplarze Woschodów. W 2002 trzy z nich wymieniono na nowo zbudowane.

## Dane techniczne
- Długość – 27,6 m
- Szerokość – 6,4 m,
- Prędkość – 60 km/h
- Ładowność – 71 pasażerów,
- Zasięg – 500 km,
- Moc – 810 kWat.